# Vlag van Congo-Brazzaville

Vlag van Congo-Brazzaville (ratio 2:3)

De huidige vlag van Congo-Brazzaville is in gebruik sinds 18 augustus 1958, twee jaar voordat het land onafhankelijk werd. In 1970 werd een vlag in communistische stijl in gebruik genomen, maar op 10 juni 1991 is dit besluit teruggedraaid.
De kleuren geel, groen en rood worden gezien als 'Afrikaanse' kleuren. Dit omdat deze kleuren de vlag van Ethiopië vormen. Ethiopië diende namelijk als inspiratiebron voor Afrikaanse koloniën die onafhankelijk wilden worden, omdat dit land, behoudens een korte periode onder Italiaanse bezetting, nooit een kolonie is geweest. De drie kleuren komen ook terug in het wapen van Congo-Brazzaville.

Vlag Congo-Brazzaville van 1970 tot 1991